# Вулиця Академіка Потебні (Київ)
Вулиця Акаде́міка Потебні́ — вулиця в Солом'янському районі міста Києва, місцевість Відрадний. Пролягає від Добруської вулиці до кінця забудови.
Прилучаються вулиці Яна Райніса та Далека.

## Історія
Виникла в 1950-ті роки як вулиця без назви. Сучасна назва на честь вченого-філолога академіка Олександра Потебні — з 1959 року.